# Heike Baltzer
Heike Baltzer (* 10. August 1964) ist eine deutsche Tischtennisspielerin mit aktiver Zeit im Leistungssport in den 1970er und 1980er Jahren. Bei Deutschen Meisterschaften gewann sie eine Bronzemedaille.

## Werdegang
Heike Baltzer begann mit dem Tischtennissport beim Verein SKV Oberstenfeld. Bereits in jungen Jahren verzeichnete sie mehrere Erfolge:
- 1979: Süddeutsche Schülermeisterin im Einzel[3]
- 1980: Württembergische Mädchenmeisterin im Einzel, Doppel und Mixed[4]
- 1980: Süddeutsche Mädchenmeisterin im Doppel[4]
- 1981: Deutsche Jugendmeisterin im Doppel mit Elke Luithardt[5]
- 1982: Deutsche Jugendmeisterin im Doppel mit Annette Greisinger[5]

Im Erwachsenenbereich spielte Heike Baltzer um 1995 mit der Damenmannschaft des SV Böblingen in der Bundesliga. Bei der Deutschen Meisterschaft 1983 gewann sie zusammen mit Reinhard Sefried Bronze im Doppel.
2011 trat sie gemeinsam mit ihrem Sohn mit einer Männermannschaft des SV Böblingen in der Kreisliga an.

## Privat
Heike Baltzer arbeitet als Diplom-Psychologin in einer Praxisgemeinschaft in Ludwigsburg.